# Jessika (opera)
Jessika (uváděna též pod názvem Kupec benátský) je komická opera (Op. 60) o třech jednáních českého skladatele Josefa Bohuslava Foerstera na libreto českého básníka Jaroslava Vrchlického podle hry Williama Shakespeara Kupec benátský. Poprvé byla provedena dne 16. dubna 1905 v Národním divadle v Praze.

## Vznik a historie díla
O hudebním zpracování Shakespearova Kupce benátského uvažovali libretista i skladatel souběžně řadu let. Vrchlický napsal libreto Jessika, značně zkrácenou a lyrizovanou podobu Shakespaerova dramatu, počátkem 90. let 19. století, tedy ve stejné době jako Bouři. Bouři vzápětí zhudebnil Zdeněk Fibich, zatímco Jessiku básník neúspěšně nabízel Antonínu Dvořákovi, Karlu Kovařovicovi a Karlu Bendlovi. V té době Bendl s libretem seznámil J. B. Foerstera, který měl o shakespearovská témata zájem a již roku 1885 zkomponoval lyrickou mezihru (nokturno) právě ke Kupci benátskému. Foerster tehdy odmítl. S Vrchlickým však zůstal v kontaktu – oba se setkávali v redakci Národních listů –, a to i po svém odchodu do Hamburku. Skladatel zhudebnil řadu Vrchlického básní a na jeho text napsal též melodram Amarus a Faustulus.
Foerster se vždy zajímal o činohru, a nejvíce právě kolem roku 1900 za svého pobytu v Hamburku, kde na něj zapůsobil inovativní režisér Alfred von Berger. Pod tímto vlivem začal psát činohru Nepřemožení, komponoval scénickou hudbu k činohrám Princezna Pampeliška (1897) a Šípková Růženka (1901) a činoherní námět měla i jedna z jeho nejznámějších skladeb, orchestrální suita Cyrano z Bergeracu (1903). Současně se jednalo o nejšťastnější období jeho života, což se odrazilo v lyrické, idylické a rozmarné náladě řady Foersterových skladeb z tohoto období. Proto se přišel na myšlenku napsat lyrickou komedii na známý činoherní námět a vzpomněl si na Vrchlického Jessiku.
Básník mu libreto poskytl a povolil mu provést úpravy, které skladatel považoval za vhodné, zejména škrty, se slovy „Básníkovi Evy povoluji všecko“. Odmítl však Foerstrovu žádost, aby dopsal soudní scénu, protože se obával, aby postav Porcie nezastínila Jessiku: vyzvednutí Jessiky oproti Porcii bylo totiž hlavním rysem Vrchlického úpravy. Tato scéna navíc dává nejvíce možností k antisemitskému výkladu.
Foerster libreto zhudebnil v letech 1902-1904 a zadal ji Národnímu divadlu, kde měla premiéru 16. dubna 1905 pod vedením šéfa opery Karla Kovařovice. Byla přijata příznivě, přesvědčila však skladatele a nakonec i libretistu o nutnosti doplnění soudní scény na začátek 3. dějství. Vrchlický dodal nutný text a skladatel jej roku 1906 zhudebnil. Karel Kovařovic se však dlouho vzpíral uvedení této scény a odkládal je, „ačkoli se jednalo o senzační a velkoryse pojatý výjev“; poprvé byla v Národním divadle hrána až roku 1911 při novém nastudování opery, které Kovařovic přenechal druhému dirigentu Františku Pickovi. Vrchlického původní námitky se více méně prokázaly jako opodstatněné: postava Jessiky ustoupila poněkud do pozadí a soudní scéna se stala inscenačním problémem.

## Charakteristika díla
Vrchlického libreto zpracovává Shakespearova Kupce benátského poměrně volně. Ze dvaceti scén divadelní hry škrtl český básník jedenáct, z devatenácti postav devět, přičemž princové marokánský arragonský se objevují jen jako němé postavy. Naopak doplnil četné sbory, které se přirozeně v činoherním textu nenalézají, a náladotvornou píseň gondoliéra, jakož i četné lyrické pasáže Bassania. Řada škrtnutých scén se týká Porcie, naopak byla doplněna scéna záchran Jessiky Lorenzem před rozbouřeným davem a scéna, v níž Shylok přemlouvá svou dceru k sňatku za přítele Tubala. Shylokova postava byla komicky dokreslena novou scénou počítání zlaťáků, ale též scénou smíření s Jessikou a Lorenzem na konci hry, takže Shylok může participovat na optimistickém závěru. Dramatická, ale drastická scéna soudu, jíž Shakespearova hra vrcholí, byla v první verzi zcela vypuštěna, a i když ji později Vrchlický na skladatelovo naléhání doplnil, zůstala dějově předřazena scéně hádanek v Belmontu.
Celkovým cílem Vrchlického úprav bylo vytvoření lehké, hravé, galantní renesanční komedie, a to Foerster svou hudbou ještě zdůraznil. Jessiku označil za komickou operu, ale je otázka, zda je tato charakteristika přiléhavá: chybí zde dějový spád charakteristický pro skutečné hudební komedie, jako jsou Mozartova Figarova svatba, Rossiniho Lazebník sevillský, Smetanova Prodaná nevěsta nebo Prokofjevovy Zásnuby v klášteře. Zcela převažuje nádech lyrický, ať už jsou popisovány milostné příběhy postav (Lorenzo a Jessika, Bassanio a Porcie) nebo dokreslována atmosféra Benátek, ať už zasněně (píseň rybářů, píseň gondoliéra) nebo živěji (ruch na přístavišti a karneval). Tento lyrismus podtrhuje i využití samostatných zpěvních čísel (nejvíce mezi Foersterovými operami), zejména milostných zpěvů a sborů, a řada orchestrálních intermezz a zastavení. To však vede k určité jednotvárnosti; i velký Foersterův obdivovatel František Pala uznává, že belmontská scéna třetího dějství, ačkoli „je ponořena v kouzlo žhavých krás melodických“, přesto „tone v přílišném lyrismu a jeho povaha je statická“.
Žádná z postav opery, včetně titulní Jessiky, není ústřední ani co do podílu na ději, ani v hudebním vyjádření. Členové galantní společnosti benátských kavalírů (Bassanio, Lorenzo, Antonio) a jejich dam (Jessika, Porcie) nejsou individuálně příliš charakterizováni, povahově prokresleny jsou jen postavy Shyloka a jeho sluhy Goba, které si zachovaly něco ze Shakespearovy drastické komiky. Scéna z II. dějství, v níž se Shylok loučí se svými zlaťáky, je dramaticky nejúčinnějším místem opery. Tomu odpovídá i skutečnost, že pouze Shylock má skutečný výrazný příznačný motiv (tympánovou figuru); ostatní hudební motivy slouží k vystižení atmosféry scény či okamžiku spíše než k dramatickému účinku.
Ve Foersterově hudbě jsou neobvyklými hudebními prvky melodram Porciina hlasatele a barkarola v 1. dějství. Jinak se v Jessice nejvíce ze všech jeho oper objevuje oblíbený volný třídobý takt (sousedská, valčík, menuet). Vzhledem k tomu, že Jessika měla premiéru v době, kdy Foerster žil ve Vídni, vyneslo mu to u kritiky obvinění z vídeňského vlivu, přestože tuto operu složil téměř zcela ještě za pobytu v Hamburku.

## Inscenační historie opery
Jessika byla po Evě druhou nejúspěšnější Foersterovou operou, i když od jejího posledního uvedení již uplynulo několik desetiletí. V Národním divadle po sobě následovalo několik inscenací, takže opera zde byla, s výjimkou druhé světové války, na repertoáru v podstatě trvale do konce skladatelova života (nastudování v letech 1905, 1911, 1920, 1928, 1934, 1947). Inscenace z roku 1947 z nich již proběhla pod názvem Kupec benátský.
Jessika byla hrána i v dalších českých divadlech, například plzeňské městské divadlo ji uvedlo roku 1906 a Národní divadlo v Brně ji uvedlo v letech 1913 a 1930. Po druhé světové válce ji uvedlo ještě divadlo v Plzni (1946) a v Olomouci (1950), v Brně se hrála ke 100. jubileu narození skladatele roku 1959. Dosud poslední inscenaci Jessiky uvedlo Národní divadlo roku 1969, ke 110 výročí skladatelova narození, opět pod názvem Kupec benátský. Lze tedy říci s Ladislavem Šípem, že ani tato druhá nejhranější Foersterova opera „na jevišti nezdomácněla“.
Pouze jednou tato opera pronikla mimo české země, totiž do Slovenského národního divadla v Bratislavě (premiéra 26. října 1934). V roce 1907 byla naděje na uvedení Jessiky ve Vídni, kde skladatel v té době žil; o jejím provedení ve Dvorní opeře uvažoval její ředitel a Foersterův přítel Gustav Mahler. Tento plán zhatila smrt českého basisty Viléma Heše, původně vyhlédnutého pro roli Shyloka, a následně i Mahlerův odchod do New Yorku.

## Osoby a první obsazení
| osoba                                                                             | hlasový obor     | premiéra (16.4.1905)   | premiéra přepracované verze (18.10.1911) |
| --------------------------------------------------------------------------------- | ---------------- | ---------------------- | ---------------------------------------- |
| Vévoda benátský                                                                   | baryton nebo bas | –                      | Robert Polák                             |
| Antonio, kupec benátský                                                           | baryton          | František Šír          | František Šír                            |
| Bassanio, Antoniův přítel                                                         | baryton          | Bohumil Benoni         | Emil Burian                              |
| Lorenzo, Antoniův přítel                                                          | tenor            | Bohumil Pták           | Bohumil Pták                             |
| Graciano, Antoniův přítel                                                         | bas              | Robert Polák           | Jiří Huml                                |
| Shylok, žid                                                                       | bas              | Václav Kliment         | Václav Kliment                           |
| Tubal, jeho přítel                                                                | bas buffo        | Emil Pollert           | Emil Pollert                             |
| Lancelot Gobo, Shylokův sluha                                                     | tenor buffo      | Mirko (Vladimír) Štork | Mirko (Vladimír) Štork                   |
| Jessika, Shylokova dcera                                                          | soprán           | Táňa Umirová           | Kamila Ungrová                           |
| Porcie, bohatá dědička                                                            | soprán           | Růžena Maturová        | Anna Slavíková                           |
| Gondoliér                                                                         | tenor            | Bedřich Bohuslav       | Bedřich Bohuslav                         |
| Soudní sluha (Náčelník sboru)                                                     | baryton nebo bas | Antonín Hlaváček       | Antonín Hlaváček                         |
| Hlasatel Porciin                                                                  | mluvená role     | Emil Pocht             | Emil Pocht                               |
| Princ aragonský                                                                   | němá role        | Eugen Wiesner          | Eugen Wiesner                            |
| Princ marokánský                                                                  | němá role        | Václav Zintl           | Václav Zintl                             |
| Hlasatel vévodův                                                                  | mluvená role     | –                      | Jaroslav Tyl                             |
| Senátoři benátští, soudní úředníci, masky, sluhové, pážata, družina Porciina atd. |                  |                        |                                          |
| Dirigent:                                                                         | Dirigent:        | Karel Kovařovic        | František Picka                          |
| Režisér:                                                                          | Režisér:         | Josef Šmaha            | Robert Polák                             |

Role benátského vévody a jeho hlasatele se vyskytují pouze v soudní scéně sepsané pro druhou verzi.

## Děj opery

### 1. dějství
(Piazzetta v Benátkách v době karnevalu, časné jitro) Benátky se budí do ranního ruchu. Gondoliér zpívá svou píseň (Již spadly hvězdy, perly bílé), z moře se vracejí rybáři a předávají úlovky svým ženám, aby je prodaly na tržišti. Dělníci v loděnicích si zpívají za zvuku kladiv. Ke břehům připlouvá zámořská loď a přiváží benátské cestující, kteří se radují z pohledu na dlouho neviděnou vlast (sbor Ó matko země).
Na nábřeží se prochází Shylok se svým přítelem Tubalem. Nemá dobrou náladu a to se ještě zhorší, když se jej Tubal vyptává, zda už Bassanio u Shyloka splatil dluh. Nesplatil, a Shylok si hořce stěžuje na křesťany, kteří člověkem opovrhují, peníze si půjčují a pak neplatí. Zapřísahá se, že už žádnému křesťanovi úvěr nedá: odejde na odpočinek a bude se v klidu těšit ze svého bohatství.
Bassanio je skutečně v úzkých, jak vysvětluje svým třem přátelům, Antoniovi, Lorenzovi a Grazianovi. Bezstarostně rozházel všechny své peníze a má jen dluh u Shyloka, dnes splatný (árie Bassania Dluh a jen dluh). A přitom by právě teď potřeboval dalších pět tisíc, aby se mohl ucházet o bohatou a krásnou Porcii, o níž je přesvědčen, že je mu nakloněna. Antonio by mu rád nutnou částku půjčil, sám však momentálně žádné peníze nemá – čeká na návrat svých obchodních lodí. Lorenzo Bassaniovi radí, ať se obrátí ještě jednou na Shyloka, a Antonio se nabízí, že se za dluh zaručí.
Na náměstíčko za zvuků fanfár přijíždí Porciin herold, vyhlašuje, že se jeho paní rozhodla konečně provdat a z nepřeberného množství nápadníků vybrala tři, kteří se mají dostavit za tři dny do jejího paláce v Belmontu k poslední osudové zkoušce: jsou to princ marokánský, princ arragonský a neznámý benátský šlechtic, který na maškarním plese zvedl Porciin rukavici a dosud ji nevrátil. Všichni přítomní jsou vzrušeni touto zprávou a dohadují se, kdo má být onen tajemný nápadník. Jen Bassanio ví, že to je on a že má čáku na štěstí (árie Ó lásko, zdroji žití).
Shylokovi sluhové procházejí náměstíčkem s nosítky. Dav se na ně nenávistně vrhne, protože se chce pomstít nenáviděnému židovi. Zasáhne však Lorenzo, který přivádí vojáky. Ukáže se, že v nosítkách se nalézala Shylokova dcera Jessika. Přispěchavší Shylok děkuje Lorenzovi za záchranu svého dítěte.

### 2. dějství
(Pokoj s balkonem v Shylokově domě, pozdní odpoledne) Shylokův sluha Gobo rozvažuje, zda má u svého nemilovaného pána zůstat či zda má utéci. Rozhodne se pro druhou možnost, ale zdrží se na prosbu Jessiky. Té Gobo slouží jako tajný posel a měl jí donést dopis od Lorenza. Místo toho jí oznamuje, že Lorenzo se ještě dnes dostaví osobně. Shylok nařizuje sluhovi, aby šel vymáhat dluh po Bassaniovi, a s překvapením se dozvídá, že se k němu Bassanio sám nechal ohlásit. Dá se s neuctivým sluhou do hádky a vyžene ho. Poté vemlouvavě hovoří ke své dceři a dohazuje jí za ženicha svého přítele Tubala.
K Shylokovi jsou uvedeni Bassanio a jeho přátelé Antonio a Lorenzo. Shylok je uctivě vítá v domnění, že e mu Bassanio chystá splatit dluh, ale ten místo toho žádá o novou půjčku. Shylok rozhodně odmítá a odvolává se na přísahu, kterou učinil dnes ráno. Ale pak ustoupí, prý z vděčnosti k Lorenzovi, zachránci Jessiky, a na prosbu Antonia, který se zavázal poskytnout jakoukoli požadovanou záruku. Bassanio a Antonio se nad Shylokovou povolností radují, Jessika a Lorenzo spolu láskyplně konverzují, ale když se Shylok vrátí s vyhotoveným dlužním úpisem, jímá přátele hněv: Antoniova záruka má spočívat v libře masa z jeho vlastního těla. Přesto podmínku přijímají, Shylok přináší peníze a láskyplně se s nimi loučí. Jessika a Lorenzo si zatím za jeho zády vyměňují polibky a smlouvají Jessičin únos z domova. Aby se tento plán podařil, dostanou Bassanio a Antonio Shyloka z domu tím, že jej pozvou na večeři; na dceřino naléhání Shylok pozvání přijímá.
Jessika o samotě přemítá o své lásce, pro kterou j ochotna každé oběti (árie Už se stalo, já nemohu víc zpátky). Přes balkon vstupují do pokoje Lorenzo a Gobo, kterého Lorenzo přijal za svého sluhu. Zatímco Lorenzo unáší Jessiku, Gobo důkladně vykrádá Shylokův dům. Graziano přivádí rej karnevalových masek a všichni holdují princi Karnevalu.

### 3. dějství
(Soudní síň v Benátkách) Antoniovy lodě se nevrátily, dluh je splatný a Shylok se u soudu domáhá splatné záruky. Líčení předsedá vévoda benátský, který povolal slavného právníka Bellaria z Padovy. Místo něj však přijde jeho zástupce, mladý učenec, v němž tušíme přestrojenou Porcii. Doktor sice poukazuje na nelidskost Shylokova jednání, toho se však nedotknou ani tyto apely, ani nenávist rozhořeného obecenstva, ani Grazianova nabídka, že zaplatí dlužnou částku dvoj-, ba desateronásobně. Peněžník trvá na svém právu. Vévoda tedy nařizuje spor ukončit. Porcie předčítá úpis, přiznává Shylokovi jeho právo, a když jej ani na poslední pokus neobměkčí, nařizuje Antoniovi, aby se připravil na výkon rozsudku. Přítomný lid je již stěží možné udržet. Shylok se již chystá k řezu, ale Porcie jej upozorňuje na podmínky: má nárok na jednu libru masa, ale ani více, ani méně; a navíc má právo jen na maso, ale ani na kapku krve. Shylok upustí nůž a protestuje proti takovým podmínkám, ale doktor pokračuje: kdo usiloval o život křesťana, propadá jměním – napolovic ve prospěch zamýšlené oběti a státu – i životem. Lid jásá, Shylok se zachraňuje útěkem.
(Proměna – Porciin sad v Belmontu) Na Porciin sňatek se po únosu uchýlili Lorenzo a Jessika (árie Lorenza a duet Do moře vůně strom se hrouží). Je tu i Bassanio, který se chce zúčastnit soutěže o Porciinu ruku, ale strachuje se o Antonia a výsledek jeho soudu. Už by odešel zpět do Benátek, ale naštěstí při odchodu narazí na přicházejícího mladého doktora, který mu sdělí šťastný výsledek sporu. Bassanio se rozhoduje zůstat, zvláště když jej k tomu právník vybízí. Fanfáry ohlašují začátek soutěže. – Gobbo přivádí Shyloka nešťastného ze ztráty pře i majetku. – Princ marokánský neuspěl a je odváděn. – Shylok potkává Lorenza a Jessiku a smiřuje se s nimi. – Princ arragonský rovněž odchází s nepořízenou a fanfáry zvou k „osudí lásky“ třetího kavalíra. Bassanio vstupuje do síně, kde poblíž Porcie leží tři schránky, zlatá, stříbrná a olověná. Mladík se prokazuje rukavičkou jako třetí kandidát a přistupuje k osudí. V jedné ze skříněk má být Porciin portrét a on musí uhodnout, ve které. Zvolí (možná na náznak Porcie) správně skříňku olověnou, neboť Porciina krása nepotřebuje šperku… Vítěz i jeho trofej splynou v jásavé radosti (árie Láska, jež sídlí v nebi). Přichází i Antonio a poznává v Porcii chytrého právníka – a stejně tak Shylok. Všichni se připojují k Jessičině oslavě lásky a přátelství (Ó slunce lásky, tvůj plaj nám jas).
(Poznámka: V prvotní podobě bez soudní scény její dění nahrazoval delší dialog „doktora“ s Bassaniem, ve kterém mu Porcie referovala o průběhu a výsledku procesu a prozradila tajemství olověné skříňky.)

## Nahrávky
Existuje nahrávka Jessiky pořízená Československým rozhlasem v Praze roku 1949, při příležitosti skladatelových devadesátých narozenin, a rekonstruovaná roku 2005. Účinkují: (vévoda benátský) Přemysl Kočí, (Antonio) Theodor Šrubař, (Bassanio) Zdeněk Otava, (Lorenzo) Ivo Žídek, (Graziano) Ladislav Mráz, (Shylok) Karel Kalaš, (Tubal) Vladimír Jedenáctík, (Gobo) Jarolav Skácel, (Jessika) Zdena Hrnčířová, (Porcie) Věra Krilová, (soudní hlasatel) Jan Soumar, (gondoliér) Antonín Jeřábek, (hlasatel Porciin) Josef Červinka. Pěvecký sbor Čs. rozhlasu v Praze řídí Jiří Pinkas st., Symfonický orchestr pražského rozhlasu diriguje Jaroslav Vogel. Tato nahrávka dosud nebyla vydána. V archivu rozhlasu existuje i její zkrácená verze s průvodními dialogy mluvenými herci.
Vedle toho existuje řada rozhlasových nahrávek jednotlivých čísel opery. Z nich tři vydal Radioservis, a.s., roku 2009, tedy v roce 150. výročí skladatelova narození, na CD Josef Bohuslav Foerster: Scény z oper (CR0461-2). Jsou to Jessičina árie Juž stalo se z 2. dějství ze zmíněné celkové nahrávky, duet Lorenza a Jessiky z 3. dějství Do moře vůně v podání Zdeňka Švehly a Milady Šubrtové (1967, dirigent Josef Hrnčíř) a árie Bassania z 1. dějství Ó lásko, zdroji žití v podání Ivana Kusnjera (1987, dirigent Libor Pešek). Posledně zmíněná árie vyšla v roce 2011 i na Kusnjerově CD „Rarity české opery“ (Supraphon, SU 4074-2 611).